# Biathlon-Weltmeisterschaften 2028
Die 57. Biathlon-Weltmeisterschaften 2028 sollen vom 7. Februar 2028 bis zum 20. Februar 2028 im österreichischen Hochfilzen ausgetragen werden. Das gab die Internationale Biathlon-Union (IBU) auf dem 16. IBU Kongress im Jahr 2024 in Belgrad bekannt. Die Wettkämpfe sollen im Langlauf- und Biathlonzentrum Hochfilzen stattfinden. Damit ist es die 5. Austragung einer Weltmeisterschaft in Hochfilzen nach 1978, 1998, 2005 und 2017. 

## Veranstaltungsort
Das Langlauf- und Biathlonzentrum Hochfilzen befindet sich etwa 2 km nordöstlich vom Zentrum der Gemeinde entfernt auf knapp 1000 m.ü.A. Das Stadion wurde 1965 fertiggestellt und im Jahr 1967 eröffnet. 1986 fanden hier die ersten Weltcup-Rennen statt und seit 2003 ist es ein fester Bestandteil des Weltcups. Die Tribünen am Rande der Strecke bieten Platz für bis zu 15.000 Zuschauer.

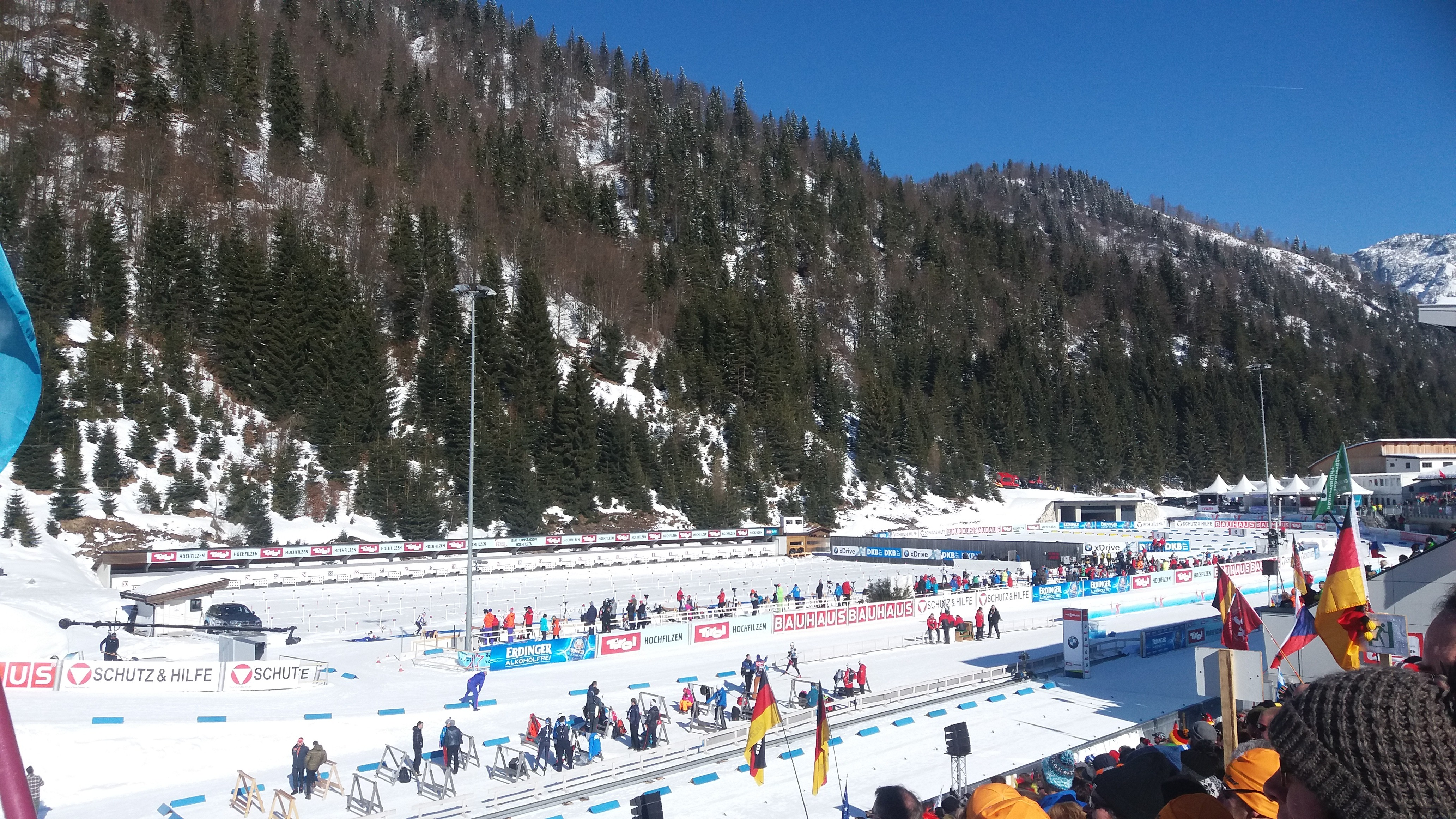
Das Stadion während der WM 2017

In unmittelbarer Nähe zur eigentlichen Strecke befindet sich das Hauptgebäude mit Umkleide-, Service- und Wachskabinen. Des Weiteren gibt es eine Indoor-Schießanlage und eine asphaltierte Strecke für Rollski.

## Wahl des Veranstaltungsortes
Im Rahmen des 16. IBU Kongresses wurden die Weltmeisterschaften für das Jahr 2028 und 2029 vergeben. Auf beide Austragungen gab es jeweils 3 Bewerbungen:
Hochfilzen (Österreich), Oslo (Norwegen) und Kontiolahti (Finnland).
Bei der Abstimmung über den Austragungsort im Jahr 2028 konnte Hochfilzen mit 97,8 % der Stimmen den Zuschlag gewinnen. Oslo konnte sich anschließend gegen Kontiolahti durchsetzen und wird somit die darauffolgende Biathlon-Weltmeisterschaften 2029 am Holmenkollen ausrichten.